# Regatul Nabateean
Regatul Nabateean (în arabă المملكة النبطية), numit și Nabateea, a fost un stat politic al arabilor nabateeni în timpul antichității clasice. 
Regatul Nabateean controla multe dintre rutele comerciale ale regiunii, adunând o mare bogăție și atrăgând invidia vecinilor săi. S-a întins spre sud de-a lungul coastei Mării Roșii în Hidjaz, până la nord de Damasc, pe care l-a controlat pentru o scurtă perioadă (85-71 î.Hr.).
Nabateea a rămas independentă din secolul al IV-lea î.Hr., până când a fost anexată în anul 106 de către Imperiul Roman, care a redenumit-o Arabia Petraea.